# 진종오
진종오(秦鍾午, 1979년 11월 13일~)는 대한민국의 전직 사격 선수 출신 정치인으로, 소속 정당은 국민의힘이다. 본관은 풍기(豊基)이며, 주 종목은 권총이었다. 2002년부터 국가대표 선수로 활동하기 시작하여 특히 공기권총 50m 종목에서 세계적인 선수가 되었다. 그는 올림픽에 5회 연속으로 출전하여 2004년 하계 올림픽 50m 공기권총에서 은메달을 획득한 것을 시작으로 2008년 하계 올림픽 남자 50m 권총, 2012년 하계 올림픽 남자 10m, 50m 공기권총, 2016년 리우 올림픽 남자 50m 권총에서 금메달을 획득하여 올림픽 사격 역사상 최초로 3연속 우승을 달성하였다.

## 어린 시절
강원도 춘성군 남산면 방곡리에서 진재호와 박숙자 부부의 아들로 태어났으며, 불교 신자이다. 춘천교육대학교 부속국민학교, 남춘천중학교, 강원대학교 사범대학 부설고등학교, 경남대학교를 졸업하였으며 어린 시절에 부모 몰래 자신의 돼지 저금통에 저금해둔 돈으로 장난감 총을 구매했을 정도로 총을 좋아한 그는 남춘천중학교 3학년 때 사격을 본격적으로 시작했다.
강원사대부고 2학년 때인 1996년 7월 자전거를 타고 하교하다가 교통 사고를 당해 사격 선수로는 치명상인 쇄골 부상을 입었으나 오히려 사격을 즐기게 되는 마음을 가지게 되어 그 해 10월에 열린 1996년 전국체전에서 자신의 선수 경력 첫 우승을 달성했다. 이후 경남대학교 재학 시절 동문회 축구 시합을 뛰다가 상대의 태클을 당하여 오른쪽 쇄골을 다쳤으나 이를 극복했다.

## 초기 경력
2001년 병역 의무를 수행하기 위해 의경으로 군 복무를 하는 동안 경찰청 체육단에서 사격을 병행하였으며, 복무 중이었던 2002년에 처음으로 국가대표로 발탁되었다. 같은 해 7월에 핀란드 라흐티에서 열린 2002년 세계 선수권 대회를 통해 처음으로 국제 대회에 출전했으며, 50m 권총에서 52위, 25m 공기권총에서 9위를 기록했다. 같은 해 10월 대한민국 부산에서 열린 2002년 아시안 게임에 참가하였으며 50m 권총에서 14위에 올랐고 10m 공기권총 종목에서 중국의 탄쭝량과 조선민주주의인민공화국의 김정수의 뒤를 이어 동메달을 획득했다. 또한 김선일과 이상도와 함께 참가한 50m 권총 단체전에서 중국의 뒤를 이어 은메달을 획득했다.

## 국제적인 성공
진종오는 2003년 7월에는 대한민국 창원에서 열린 2003년 월드컵에 참가하여 50m 권총 부문에서 체코의 마르틴 텐크와 그리스의 디오니시오스 예오르가코풀로스의 뒤를 이어 동메달을 획득하며 대한민국 선수로는 최초로 월드컵 50m 권총에서 메달을 획득했다. 그 해 말에 전역으로 인해 경찰청을 떠나 실업 스포츠팀인 KT사격선수단에 입단하여 선수 생활을 이어갔다.
이듬해인 2004년 2월에는 말레이시아 쿠알라룸푸르에서 열린 2004년 아시아 선수권 대회에 참가하였으며 50m 권총에서 일본의 나카시게 마사루와 함께 공동 9위를 기록했고 10m 공기권총에서 조선민주주의인민공화국의 김정수와 중국의 왕쥐바오의 뒤를 이어 동메달을 획득했다. 같은 해 5월에는 올림픽 예비 선수였으나 대표팀 동료인 안수경이 중복으로 획득하여 공석으로 남게 된 출전권 1개를 반납하면서 국제 사격 연맹의 승인으로 올림픽 대표팀에 승선했다. 올림픽을 앞두고 이탈리아 밀라노에서 열린 2004년 월드컵에서 10m 공기권총에서 5위를 했고 50m 권총에서 러시아의 블라디미르 곤차로프의 뒤를 이어 은메달을 획득했다.
진종오는 같은 해 8월에 그리스 아테네에서 열린 2004년 하계 올림픽에 참가하며 처음으로 올림픽 출전을 이뤘다. 첫 경기인 10m 공기권총에서 582점을 기록하며 예선 7위의 성적으로 결승에 올랐으며 결승에서는 682.9점을 기록하여 5위에 올랐다. 주 종목인 50m 권총 경기 예선에서 567점을 득점하여 전체 1위로 결승에 올랐지만 결승전의 7번째 사격에서 6.9점을 쏘는 실수를 범해 1위에서 2위로 밀려 금메달을 놓쳤으며 러시아의 미하일 네스트루예프의 뒤를 이어 은메달에 획득했다. 그 당시 많은 네티즌들의 비난이 있었으며, 가장 많은 비난이 '눈 감고 쏴도 그것보다 잘 쏘겠다'였다고 한다. 그래서 이후 한 방송사와의 인터뷰에서 실제로 눈을 감고 사격을 해 보는 재미를 선사하기도 하였다. 이듬해인 2005년에는 2005년 월드컵에 출전하였으며 이 중 2005년 6월에 밀라노에서 열린 월드컵 10m 공기권총에서 중국의 장톈과 러시아의 보리스 코코레프의 뒤를 이어 동메달을 획득했다. 같은 해 11월에는 마카오에서 열린 2005년 동아시아 경기 대회에 참가하였으며 50m 권총에서 중국의 탄쭝량의 뒤를 이어 은메달을 획득했다.
2006년 3월에는 중국 광저우에서 열린 2006년 월드컵 50m 권총 경기에서 포르투갈의 주앙 코스타를 연장전 끝에 꺾고 우승하며 자신의 첫 월드컵 금메달을 획득했다. 같은 대회의 10m 공기권총에서도 조선민주주의인민공화국의 김정수를 꺾고 금메달을 획득하여 대회 2관왕에 올랐다. 같은 해 7월에는 크로아티아 자그레브에서 열린 2006년 세계 선수권 대회에 참가하였으며 10m 공기권총에서 63위를 기록했고 유력한 메달권 진입 종목인 50m 권총에서는 6위를 기록했다. 12월에는 카타르 도하에서 열린 2006년 아시안 게임에 참가하였다. 그는 이대명과 김영욱과 함께 10m 공기권총 단체전에서 중국팀의 뒤를 이어 은메달을 획득했으며, 공기권총 개인전에서는 중국의 탄쭝량과 조선민주주의인민공화국의 김정수의 뒤를 이어 동메달을 획득했다. 50m 권총 단체전에서도 김영욱과 이상도와 함께 중국과 조선민주주의인민공화국의 뒤를 이어 동메달을 획득했으며, 주 종목인 개인전에서는 중국의 쉬쿤과 카자흐스탄의 라시트 유누스메토프, 일본의 고바야시 스스무에게 밀려 4위를 기록했다. 이듬해인 2007년 12월에는 쿠웨이트의 쿠웨이트시티에서 열린 2007년 아시아 선수권 대회에서 10m 공기권총에서 5위에 올랐고 50m 권총에서 2006년 아시안 게임 때 자신을 꺾은 쉬쿤의 뒤를 이어 은메달을 획득했다. 또한 하길용과 이대명과 함께 50m 단체전에도 참가하여 중국의 뒤를 이어 은메달을 추가했다.
2008년 8월 진종오는 베이징에서 열린 자신의 2번째 올림픽 대회인 2008년 하계 올림픽에 참가했다. 그는 지난 아테네 올림픽 대회에서 메달을 획득하고 이후에 각종 국제 대회에서 우승하는 등 실적을 내면서 메달 획득 가능성이 높게 점쳐진 선수였다. 첫 경기인 10m 공기권총 예선에서 584점을 기록하면서 중국의 팡웨이의 뒤를 이어 전체 2위로 결선에 진출했다. 결선에서는 684.5점을 기록하면서 688.2점을 기록한 팡웨이의 뒤를 이어 은메달을 획득했다. 이는 베이징 올림픽에서 대한민국 선수단이 획득한 첫 메달이다. 주 종목인 50m 권총에서 중국의 탄쭝량과 조선민주주의인민공화국의 김정수를 누르고 금메달을 획득하였다.
2010년 7월 진종오는 독일 뮌헨에서 열린 2010년 세계 선수권 대회에 참가했다. 그는 50m 권총 개인전에서는 24위에 올랐으며 50m 권총 단체전에서는 이대명, 한승우와 함께 출전하여 중국과 스페인팀을 꺾고 금메달을 획득했다. 이 금메달은 진종오가 세계 선수권 대회에서 획득한 첫 금메달이다. 10m 공기권총 종목 개인전에서는 일본의 마쓰다 도모유키와 세르비아의 안드리야 즐라티치의 뒤를 이어 동메달을 획득했고 단체전 또한 이대명, 한승우와 출전하여 러시아와 세르비아팀의 뒤를 이어 동메달을 획득했다. 같은 해 11월 광저우에서 열린 2010년 아시안 게임 50m 권총 종목에 출전했으나, 대표팀 동료인 이대명에게 밀려 은메달을 획득했다. 대신 10m 공기권총 단체전과 50m 단체전에서 금메달을 획득했다.
진종오는 2012년 1월 카타르 도하에서 열린 2012년 아시아 선수권 대회에 참가했으며 50m 권총 개인전에서 중국의 장톈과 우샤오를 꺾고 금메달을 획득했으며 10m 공기권총 개인전에서도 중국의 왕즈웨이와 일본의 마쓰다를 누르고 금메달을 획득했다. 또한 25m 권총 단체전에서 이대명, 목진문과 함께 중국팀의 뒤를 이어 은메달을, 10m 공기권총 단체전에서도 이대명, 목진문과 함께 출전하여 금메달을 획득했다. 같은 해 5월 뮌헨에서 열린 월드컵에 참가했고 50m 권총 종목에서 세르비아의 다미르 미케츠와 러시아의 블라디미르 이사코프를 꺾고 금메달을 획득했다. 또한 10m 공기권총 종목에서도 중국의 탄쭝량과 튀르키예의 유수프 디케치를 꺾으며 금메달을 획득했다. 7월에는 런던에서 열린 2012년 하계 올림픽에 참가했다. 10m 공기권총 종목 마지막 사격에서 10.8점을 쏘며 이탈리아의 루카 테스코니와 세르비아의 즐라티치를 누르고 금메달을 획득하였으며 8월 5일에 열린 50m 권총에서도 대표팀 동료인 최영래와 접전 끝에 금메달을 획득하며 대회 2관왕에 올랐다.
2016년 리우데자네이루에서 열린 2016년 하계 올림픽 50m 권총에서 베트남의 호앙쑤언빈과 조선민주주의인민공화국의 김성국을 누르고 금메달을 획득했다. 중간에 6.6점으로 격발 실수도 있었지만 이후 집중력을 발휘하여 193.7점으로 올림픽 신기록을 세우며 이 날 우승으로 올림픽 사격 역사상 최초로 하계 올림픽 개인 종목에서 3연패를 달성했다.
2021년 도쿄에서 열린 2020년 하계 올림픽에서는 주 종목인 50m 권총이 폐지되는 바람에 10m 공기권총과 10m 공기권총 혼성 경기에 출전했다. 10m 공기권총 남자부에서는 예선 15위에 그쳐 결선 진출에 실패했다.
정계 입문 직후, 2024년 3월 4일에 현역 은퇴를 선언했다.
현역 시절에는 세계선수권과 올림픽에서 좋은 모습을 보였지만, 아시안 게임에서는 단체전 금메달만 있고 개인전 금메달과는 인연을 맺지 못했다.

## 정치 경력
2024년 2월 5일, 국민의힘에 인재영입으로 입당하면서 정계에 입문했다. 이후 제22대 국회의원 선거를 앞두고 비례대표 출마를 위해 국민의힘의 비례위성정당인 국민의미래로 당적을 옮겼으며, 비례대표 순번 4번을 부여받았다. 본 선거 결과 비례대표 당선권에 들면서 제22대 국회의원으로 당선되었고, 선거 후 국민의미래가 국민의힘으로 합당되면서 당적이 국민의힘으로 환원됐다.

## 경력
- 2004: KT사격선수단
- 2004: 제28회 아테네 올림픽 남자 사격 국가대표
- 2006: 제15회 도하 아시안게임 남자 사격 국가대표
- 2008: 제29회 베이징 올림픽 남자 사격 국가대표
- 2010: 제16회 광저우 아시안 게임 남자 사격 국가대표
- 2012: 제30회 런던 올림픽 남자 사격 국가대표
- 2012.09: 대한적십자사 홍보대사
- 2014: 제17회 인천 아시안게임 남자 사격 국가대표
- 2014.10: 국제사격연맹 ISSF 선수위원
- 2016: 제31회 리우데자네이루 올림픽 남자 사격 국가대표
- 2018: 제18회 자카르타-팔렘방 아시안게임 사격 국가대표
- 서울특별시청
- 2020.08: 서울특별시청 사격부 플레잉코치
- 대한체육회 이사
- 2021: 제32회 도쿄 올림픽 남자 사격 국가대표
- 국민체육진흥공단 이사
- 2024 강원 동계청소년올림픽대회 조직위원장
- 2024.02~2024.04 국민의미래 입당
- 2024.03~2024.04 국민의미래 비례대표 국회의원 후보
- 2024.03~2024.04 국민의미래 4·10 총선 중앙선거대책위원회 공동선대본부장
- 2024. 4. 10. 대한민국 제22대 국회의원 선거 당선(비례대표, 국민의미래, 초선)
- 2024.05~: 제22대 국회의원 (비례대표, 국민의힘, 초선)
  - 2024.06~: 제22대 국회 전반기 문화체육관광위원회 위원
    - 제22대 국회 전반기 문화체육관광위원회 체육관광법안심사소위원회 위원
    - 제22대 국회 전반기 문화체육관광위원회 예산결산심사소위원회 위원

  - 일치를위한정치포럼 구성의원
  - 국회 AI와 우리의 미래 구성의원
  - 국가비전2050포럼 구성의원
- 2024.05~2024.06: 국민의힘 원내부대표
- 2024.06~2024.07: 국민의힘 정책위원회 산하 시급한 민생 현안 해결을 위한 문화체육관광특별위원회 위원
- 2024.07~2024.12: 국민의힘 청년최고위원 겸 중앙청년위원회 위원장
- 2024.11~2024.12: 국민의힘 중앙대학생위원장 선출을 위한 선거관리위원회 위원장
- 2025. 4.~2025. 5.: 국민의힘 한동훈 제21대 대통령 선거 경선후보 국민먼저 캠프 청년위원장

## 가족 관계
- 아버지: 진재호(1948년~)
- 어머니: 박숙자(1951년~)
- 배우자: 김희은(1979년~)

## 역대 선거 결과
| 실시년도 | 선거   | 대수 | 직책     | 선거구   | 정당       | 득표수       | 득표율          | 순위         | 당락 | 비고 |
| -------- | ------ | ---- | -------- | -------- | ---------- | ------------ | --------------- | ------------ | ---- | ---- |
| 2024년   | 총선   | 22대 | 국회의원 | 비례대표 | 국민의미래 | 10,395,264표 | \| \| 36.67% \| | 비례대표 4번 |      | 초선 |
|          | 36.67% |      |          |          |            |              |                 |              |      |      |

## 소속 정당
| 소속 정당 | 소속 정당  | 소속 기간 | 비고      |
| --------- | ---------- | --------- | --------- |
|           | 국민의힘   | 2024      | 정계 입문 |
|           | 무소속     | 2024      | 탈당      |
|           | 국민의미래 | 2024      | 입당      |
|           | 국민의힘   | 2024~현재 | 합당      |

## 같이 보기
- 대한민국 제22대 국회의원 선거 국민의미래 후보 목록#비례대표